# غيفورد نيلسن
غيفورد نيلسن (بالإنجليزية: Gifford Nielsen)‏ هو قسيس أمريكي، ولد في 25 أكتوبر 1954 في بروفو في الولايات المتحدة.